# Kosuke Uchida
Kosuke Uchida (født 2. oktober 1987) er en tidligere japansk fodboldspiller.
Han har spillet for flere forskellige klubber i sin karriere, herunder Oita Trinita.